# 1974-es labdarúgó-világbajnokság-selejtező (UEFA – 2. csoport)
Az 1974-es labdarúgó-világbajnokság európai 2. selejtezőcsoportjának mérkőzéseit, és a csoport végeredményét tartalmazó lapja. A csoportban körmérkőzéses, oda-visszavágós rendszerben játszottak egymással a labdarúgó-válogatottak. A selejtezőket 1972. október 7. és 1973. november 18. között rendezték. A csoport győztese automatikus résztvevője lett az 1974-es labdarúgó-világbajnokságnak.
A csoportban Luxemburg, Olaszország, Svájc és Törökország szerepelt.
Olaszország jutott ki az 1974-es világbajnokságra.

## Tabella
| Hely. | Csapat      | M | Gy | D | V | G+ | G– | Gk  | P  | Továbbjutás                          |     | Olaszország | Törökország | Svájc | Luxemburg |
| ----- | ----------- | - | -- | - | - | -- | -- | --- | -- | ------------------------------------ | --- | ----------- | ----------- | ----- | --------- |
| 1.    | Olaszország | 6 | 4  | 2 | 0 | 12 | 0  | +12 | 10 | Kijutott az 1974-es világbajnokságra |     | —           | 0–0         | 2–0   | 5–0       |
| 2.    | Törökország | 6 | 2  | 2 | 2 | 5  | 3  | +2  | 6  |                                      |     | 0–1         | —           | 2–0   | 3–0       |
| 3.    | Svájc       | 6 | 2  | 2 | 2 | 2  | 4  | −2  | 6  |                                      | 0–0 | 0–0         | —           | 1–0   |           |
| 4.    | Luxemburg   | 6 | 1  | 0 | 5 | 2  | 14 | −12 | 2  |                                      | 0–4 | 2–0         | 0–1         | —     |           |

## Mérkőzések
| 1972. október 7. |

| Luxemburg | 0–4         | Olaszország                          |
| --------- | ----------- | ------------------------------------ |
|           | Jegyzőkönyv | Chinaglia 3' Riva 6' 36' Capello 62' |

| Stade Municipal, Luxembourg Nézőszám: 9378 Játékvezető: Robert Wurtz (francia) |

| 1972. október 21. |

| Svájc | 0–0         | Olaszország |
| ----- | ----------- | ----------- |
|       | Jegyzőkönyv |             |

| Wankdorfstadion, Bern Nézőszám: 53 070 Játékvezető: Kurt Tschenscher (nyugatnémet) |

| 1972. október 22. |

| Luxemburg             | 2–0         | Törökország |
| --------------------- | ----------- | ----------- |
| Dussier 14' Braun 16' | Jegyzőkönyv |             |

| Stade Municipal, Luxembourg Nézőszám: 3960 Játékvezető: Karl Riegg (nyugatnémet) |

| 1972. december 10. |

| Törökország                        | 3–0         | Luxemburg |
| ---------------------------------- | ----------- | --------- |
| Osman 6' 39' Köksal 79' (11-esből) | Jegyzőkönyv |           |

| Mithatpaşa Stadion, Isztambul Nézőszám: 36 805 Játékvezető: Tofik Bahramov (szovjet) |

| 1973. január 13. |

| Olaszország | 0–0         | Törökország |
| ----------- | ----------- | ----------- |
|             | Jegyzőkönyv |             |

| San Paolo, Nápoly Nézőszám: 60 800 Játékvezető: Karlo Kruasvili (szovjet) |

| 1973. február 25. |

| Törökország | 0–1         | Olaszország  |
| ----------- | ----------- | ------------ |
|             | Jegyzőkönyv | Anastasi 35' |

| Mithatpaşa Stadion, Isztambul Nézőszám: 22 990 Játékvezető: Abd el-Káder Aújszi (algériai) |

| 1973. március 31. |

| Olaszország                     | 5–0         | Luxemburg |
| ------------------------------- | ----------- | --------- |
| Riva 18' 45' 70' 80' Rivera 63' | Jegyzőkönyv |           |

| Luigi Ferraris Stadion, Genova Nézőszám: 40 430 Játékvezető: Hédi Seoudi (tunéziai) |

| 1973. április 8. |

| Luxemburg | 0–1         | Svájc        |
| --------- | ----------- | ------------ |
|           | Jegyzőkönyv | Odermatt 20' |

| Stade Municipal, Luxembourg Nézőszám: 8405 Játékvezető: Wöhrer (osztrák) |

| 1973. május 9. |

| Svájc | 0–0         | Törökország |
| ----- | ----------- | ----------- |
|       | Jegyzőkönyv |             |

| St. Jakob stadion, Bázel Nézőszám: 50 868 Játékvezető: Emsberger Gyula (magyar) |

| 1973. szeptember 26. |

| Svájc       | 1–0         | Luxemburg |
| ----------- | ----------- | --------- |
| Blättler 2' | Jegyzőkönyv |           |

| Allmend Stadion, Luzern Nézőszám: 17 741 Játékvezető: Wolfgang Riedel (keletnémet) |

| 1973. október 20. |

| Olaszország                    | 2–0         | Svájc |
| ------------------------------ | ----------- | ----- |
| Rivera 39' (11-esből) Riva 79' | Jegyzőkönyv |       |

| Stadio Olimpico, Róma Nézőszám: 62 881 Játékvezető: Antonio Camacho Jimenez (spanyol) |

| 1973. november 18. |

| Törökország                  | 2–0         | Svájc |
| ---------------------------- | ----------- | ----- |
| Mehmet Türkkan 51' Melih 54' | Jegyzőkönyv |       |

| İzmir Atatürk Stadion, İzmir Nézőszám: 67 126 Játékvezető: Robert Davidson (skót) |